# Saskatchewan Highway 933
Highway 933 je silnice v kanadské provincii Saskatchewanu. Vede od silnice Highway 106 až k místu, kde se stává silnicí Highway 920. Je asi 10 km (6 mi.) dlouhá.